# Rhachis sanguineus
Rhachis sanguineus fue una especie de molusco gasterópodo de la familia Cerastuidae en el orden de los Stylommatophora.

## Distribución geográfica
Fue  endémica de Isla Mauricio. 